# Caesio
Caesio es un género de peces de la familia Caesionidae, del orden Perciformes. Este género marino fue descrito por primera vez en 1801 por Bernard Germain de Lacépède.

## Especies
Especies reconocidas del género:
- Caesio caerulaurea Lacépède, 1801
- Caesio cuning (Bloch, 1791)
- Caesio lunaris G. Cuvier, 1830
- Caesio striata Rüppell, 1830
- Caesio suevica Klunzinger, 1884
- Caesio teres Seale, 1906
- Caesio varilineata K. E. Carpenter, 1987
- Caesio xanthalytos Holleman, Connell & K. E. Carpenter, 2013[2]
- Caesio xanthonota Bleeker, 1853

### Lectura recomendada
- Carpenter, K.E. (1987) "Revision of the Indo-Pacific fish family Caesionidae (Lutjanoidea), with descriptions of five new species." Indo-Pacific Fishes (15):56.
- Allen, G. R. 1985. Snappers of the World: An Annotated and Illustrated Cataloque of Lutjanid Species Known to Date. FAO Fisheries Synopsis, no. 125, vol. 6. vi + 208.
- Carpenter, Kent E. 1988. Fusilier Fishes of the World: An Annotated and Illustrated Catalogue of the Caesionid Species Known to Date. FAO Fisheries Synopsis, no. 125, vol. 8. iv + 75.
- Eschmeyer, William N., ed. 1998. Catalog of Fishes. Special Publication of the Center for Biodiversity Research and Information, no. 1, vol 1-3. 2905.